# Julia Kulewatz
Julia Kulewatz (* 1985 in Ludwigsfelde) ist eine deutsche Schriftstellerin, Literaturwissenschaftlerin und Verlegerin.

## Leben und Werk
Julia Kulewatz wuchs bei Berlin und in Erfurt auf. Sie studierte Literaturwissenschaft, Philosophie, Modezeichnen und Choreografie in Erfurt und Seoul. Sie gibt Seminare an der Universität Erfurt und an der Volkshochschule Erfurt zum Thema Kreatives Schreiben.  
Kulewatz veröffentlichte Romane, Kurzgeschichten, Kurzprosa, literarische Miniaturen und Lyrik und forscht zum Werk Herta Müllers. 2019 gründete sie den Verlag kul-ja! publishing.
Ihr Kurzgeschichtenband Vom lustvollen Seufzer des Sudankäfers erschien 2017. Als eine musikalisch aufgearbeitete Reduktion davon wurde im selben Jahr das Hörbuch DUNA veröffentlicht, auf dem eine Auswahl ihrer Kurzgeschichten mit elektronischen Arrangements unterlegt sind. Die Musik stammt von Toni Materne, das Coverbild der CD vom Erfurter Künstler Marc Jung. Ihr zweiter Kurzgeschichtenband Jenseits BlassBlau wurde 2020 mit einem Vorwort des Fantasy-Bestseller-Autor Bernhard Hennen herausgegeben. Ihre Kurzgeschichte 50 Shoes of Grey aus Vom lustvollen Seufzer des Sudankäfers fand 2018 den Weg auf die Theaterbühne. Kulewatz schrieb gemeinsam mit Stephan Herbst das Textbuch und führte Regie. Die Premiere fand am 9. November 2018 in Erfurt statt. Im April 2021 hatte das online aufgeführte Theaterstück Die Matrone und die sieben Albinii im Museum Burg Linn in Krefeld Premiere, zu dem Kulewatz die Figur des Albulus beisteuerte.
2021 erschien ihr erster, zweisprachiger, Lyrikband Orkaniden. Sturmgedichte. Das Gedicht Social Plastic aus diesem Band schloss zusammen mit der dazugehörigen Illustration der Künstlerin Jantien Sturm die in diesem Jahr in Krefeld stattfindende Joseph-Beuys-Ausstellung beuys, don´t cry.
In Kulewatz´ Texten wiederkehrende Themen sind zum Beispiel Heimat und Heimkehr, Innenraum und Außenwelt, Krieg, Sprachlosigkeit, Traum und Traumata. Darüber hinaus tauchen in ihren Texten häufig Motive des Surrealismus und des Absurden auf. 
2022 und 2024 moderierte sie jeweils die Meister-der-Phantastik-Tour von Markus Heitz, Bernhard Hennen und Kai Meyer.

## Rezeption
- Bernhard Hennen bezeichnet Kulewatz in seinem Vorwort zu Jenseits BlassBlau als „die Poetin der deutschen Phantastik.“[13] Insbesondere stellt er die „sprachlichen Kleinodien“[13] heraus, aber auch, dass der Leser in ihren Erzählungen auf „neue, unverbrauchte Bilder“[13] stoße.
- 2021 schrieb der österreichische Literaturexperte und -kritiker Walter Pobaschnig in einer Rezension zum Lyrikband Orkaniden. Sturmgedichte: „Es ist ein großes Geschenk, das uns Julia Kulewatz mit dieser poetischen Reise zu Selbst und Sinn macht. Ein Wort-Geschenk, das auch in seiner wunderbaren Edition mit Illustrationen von Jantien Sturm begeistert!“[14] Er lobte Kulewatz als eine „Meisterin der Wort- und Lebensfarben. Ihre Poesie ist ein Kreuzungspunkt von Licht und Dunkel, an dem es um das Innerste, um alles geht. In virtuoser Variation poetischer, mythologischer Referenzen (Genial auch der Bezug und Transfer von Ingeborg Bachmanns „Undine“ Erzählung im Gedicht „Männer mit Namen Hans“) wird das Gedicht zu einer Seelenreise, die Freiheit und Raum eines Lebens öffnet und in Ansprache, Reflexion und Impuls begeistert. Überraschung und Entdeckung – Poesie im besten Sinne!“[15]
- Eine eingehende Besprechung der Orkaniden stammt aus der Feder des deutschen Lyrikers und Aphoristikers Holger Benkel.[16] Darin würdigt er die prähistorischen und mythischen Ursprünge sowie die phänomenologischen Dimensionen des Gedichtbandes im Besonderen und der Kulewatzschen Sprache im Allgemeinen: „mitunter ähneln metaphern der lyrikerin kolibris oder eisvögeln, die metallisch schillernd im licht leuchten. der eisvogel, dessen existenz heute bedroht ist, wurde deutsch fliegender diamant oder pfeifender edelstein genannt. oder sie wirken wie wetterleuchten und blitzzucken, je nachdem ob fern oder nahe, oder gleichen den farben funkelnder und glänzender steine. es soll diamantplaneten geben. wir leben in einer welt von funkelnden splittern, die auch als verstreute funken gedacht werden können.“ Und weiter bemerkt er: „die gedichte der kulewatz beschreiben und reflektieren gefühlslagen vom begehrenden versinken und versinkenden begehren bis zu ironischer distanz und distanzierter ironie.“ Benkel bezeichnet die Autorin daraufhin als „sprachundsymbolkundige dichterin mit eigener poetischer stimme“, um sie folgerichtig in Zusammenhang zu bringen mit Jean Paul, Barthold Heinrich Brockes, Arno Schmidt, François Rabelais, Ingeborg Bachmann und Karl Kraus.

## Auszeichnungen
- 2022: Stadtschreiberin von Neu-Ulm[17]

- 2023: KUNO-Essay-Preis für Zum Dazwischen als generative Grauzone im Schreiben Herta Müllers[18]

## Publikationen (Auswahl)

### Romane
- Dysfunctional Woman. 2. Auflage. kul-ja! publishing, Erfurt 2023, ISBN 978-3-949260-10-0.
- Dysfunctional. 2. Auflage. kul-ja! publishing, Erfurt 2024, ISBN 978-3-949260-19-3.

### Lyrik/Prosa
- Orkaniden. Sturmgedichte. kul-ja! publishing, Erfurt 2021, ISBN 978-3-949260-00-1.
- counting magpies. kul-ja! publishing, Erfurt 2021, ISBN 978-3-949260-01-8.
- Die Verlebendigung der Dinge. Axel Dielmann-verlag, Frankfurt/M. 2023, ISBN 978-3-86638-318-0.

### Kurzgeschichten
- Vom lustvollen Seufzer des Sudankäfers. ed[ition]. cetera, Leipzig 2017, ISBN 978-3-944478-08-1.
- Jenseits BlassBlau. Mit einem Vorwort von Bernhard Hennen. Edition Roter Drache, Rudolstadt 2020, ISBN 978-3-946425-96-0.

### Beiträge
- Atropa & Belladonna & Duna & Sie schmeckt namenlos. In: Sin permiso / Ohne Erlaubnis. Mit erotischen Texten von Mercedes Abad, Annette Berr & Julia Kulewatz. konkursbuch Verlag, Tübingen 2007, ISBN 978-3-88769-364-0.
- Nabi Pyon-Jī. In: Corinna Griesbach (Hrsg.): Lebensräume (= Haller, Bd. 11), 2015, ISBN 978-3-942533-83-6, S. 65–74.
- Das Orakel von Delphi. In: Jennifer Günther, Stephanie Keunecke, Ina Lammers, Julia Plainer (Hrsg.): Keller, Schlüssel. Eine Bild-Text-Anthologie (= DueStorie, Bd. 3), Ruhrliteratur, Bochum 2016, ISBN 978-3-946420-08-8, S. 153–160.
- Blattwerk. In: Aktionsgruppe Eskapismus (Hrsg.): Wortwald, 2017, ISBN 978-3-941935-42-6, S. 117–125.
- Das Mädchen am Fenster. In: Jennifer Günther, Stephanie Keunecke, Ina Lammers (Hrsg.): Fenster, Rahmen. Eine Bild-Text-Anthologie (= DueStorie, Bd. 4), Ruhrliteratur, Bochum 2017, ISBN 978-3-946420-19-4, S. 167–170.
- Barbecue Burlesque. In: Mein heimliches Auge. Das Jahrbuch der Erotik XXXVIII. konkursbuch Verlag, Tübingen 2023/2024, ISBN 978-3-88769-538-5, S. 284–291.
- O NYX & Art is, where the Heart is & Es gibt & Hautgang & Heute häuten wir Herzen & Hold on my Heart. In: Christian Dörge (Hrsg.): Knochen für Bismarck. Literatur und Kunst ohne Nutzanwendung, Signum Verlag, München 2024, ISBN 978-3-7598-2031-0, S. 36–44.

### Wissenschaftliche Beiträge
- „Auf der anderen Seite“. Zum Dazwischen als generative Grauzone im Schreiben Herta Müllers. In: Peter Tschuggnall (Hrsg.): Collage Ästhetik/Religion. Perspektiven einer intermedialen Spiegelung (= Im Kontext. Beiträge zu Religion, Philosophie und Kultur, Bd. 38), 2014, ISBN 978-3-902537-29-4, S. 127–134. Online abrufbar
- Dies ist kein Wiegenlied. Über das Schaukeln: Collagierter Wach-Traum und Fremd-Sein in eigenen Bildern bei Herta Müller. Online veröffentlicht auf www.theoart-komparativ.at, 2018. Online abrufbar
- Königin der Nacht. Wider den schönen Schein in Mozarts "Zauberflöte". 2. Auflage. kul-ja! publishing, Erfurt 2022, ISBN 978-3-949260-05-6.

## Theaterstück
- 50 Shoes of Grey, Theaterstück nach der gleichnamigen Kurzgeschichte von Julia Kulewatz, Uraufführung am 28. November 2018 im Theater im Palais Erfurt (Text & Regie: Julia Kulewatz)